# Arteria facial
La arteria facial es la arteria más importante para la irrigación de la cara, la cual se origina de la superficie anterior de la arteria carótida externa y entra a la región de la cara pasando por el borde inferior de la mandíbula. La terminación de esta arteria es la arteria angular.
La arteria facial es considerada una de las tres arterias de tipo "tortuoso" del cuerpo humano, junto a la arteria uterina y la arteria esplénica.

## Trayecto

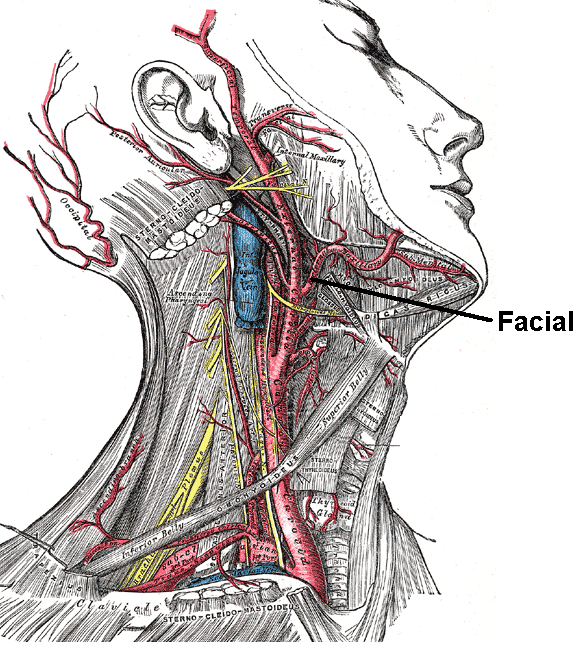
Disección superficial del lado derecho del cuello en la que se muestra las arterias carótida y subclavia

Nace de la superficie anterior de la arteria carótida externa en el triángulo carotídeo, superior a la arteria lingual y, cobijada por la rama de la mandíbula, discurre oblicuamente hacia arriba y hacia delante adosada a la pared faríngea, pasando por debajo de los músculos digástrico (su vientre posterior) y estilohioideo, y penetrando por encima de dichos músculos en la celda submaxilar.
La arteria facial contornea la glándula submandibular de dentro a fuera y de atrás a delante, pasando por encima de ella; describe así su primera curva faríngea o supraglandular, cuya concavidad inferior descansa sobre la glándula, en la que produce a menudo un profundo canal.
Doblándose enseguida sobre el cuerpo de la mandíbula (sobre su borde inferior), la arteria facial describe hacia arriba una segunda curva submaxilar, cuya concavidad abraza dicho borde, enfrente del ángulo anteroinferior del músculo masetero.
Finalmente, esta arteria asciende oblicuamente hacia arriba y hacia delante, a través de la mejilla, describiendo una tercera curva, la curvatura facial, cuya concavidad mira hacia atrás y arriba; primero se dirige hacia el ángulo de la boca (hacia la comisura de los labios), asciende después para recorrer el surco nasogeniano y termina en la comisura medial de los párpados (en el ángulo interno del ojo), donde recibe el nombre de arteria angular y se anastomosa con la arteria nasal.
Este vaso, tanto en el cuello como en la cara, es extraordinariamente tortuoso: en la primera localización, para acomodarse a los movimientos de la faringe durante la deglución, y, en la segunda, para acomodarse a los movimientos de la mandíbula, los labios y las mejillas.

## Relaciones
En el cuello, su origen es superficial, estando cubierta por el integumento, músculo platisma y fascia; después pasa por debajo de los músculos digástrico y estilohioideo y parte de la glándula submandibular, pero por fuera del nervio hipogloso.
Descansa sobre los músculos constrictor medio de la faringe y constrictor superior de la faringe, el segundo de los cuales separa a la arteria, en la parte superior de su arco, de la parte inferior y posterior de la amígdala.
En la cara, donde discurre sobre el cuerpo de la mandíbula, es comparativamente superficial, descansando inmediatamente por debajo de los músculos dilatadores de la boca. En su curso sobre la cara, es cubierta por el integumento, la grasa de la mejilla, y, cerca del ángulo de la boca, por los músculos platisma, risorio y cigomático mayor. Descansa sobre los músculos buccinador y elevador del ángulo de la boca, y discurre bien por encima o por debajo de la cabeza infraorbitaria del músculo elevador del labio superior.
La vena facial o facial anterior se encuentra lateral/posterior a la arteria, y toma un trayecto más directo a través de la cara, donde se separa de la arteria por un intervalo considerable. En el cuello se halla por fuera de la arteria.
Las ramas del nervio facial cruzan la arteria de detrás hacia adelante.
La arteria facial se anastomosa con, entre otras, la arteria nasal dorsal.

## Ramas
Cervical.
- Arteria palatina ascendente o palatina inferior.[1] Nace en el vértice de la curva faríngea, enfrente de la extremidad inferior de la amígdala. Asciende por la pared lateral de la faringe y se distribuye por el músculo estilogloso, al cual cruza, por la pared faríngea y por el velo del paladar. Su ramo más importante es la arteria tonsilar (para la lengua).
- Rama tonsilar o amigdalar.[1]
- Arteria submentoniana o glandular submentoniana.[1] Se desprende por el borde inferior de la mandíbula; se dirige hacia adelante, aplicada a la cara interna de la mandíbula, a lo largo de su borde inferior. Irriga la glándula submandibular, los músculos milohioideo y digástrico y las partes blandas del mentón, donde se anastomosa con los ramos mentonianos de la arteria alveolar inferior o dental inferior.
- Ramas glandulares.

Facial.
- Arteria labial inferior o coronaria inferior.[1]
- Arteria labial superior o coronaria superior.[1] Ambas arterias labiales se desprenden de la arteria facial a nivel de las comisuras; se dirigen hacia la línea media, donde se anastomosan con las arterias labiales del lado opuesto; de esta anastomosis se desprende la rama del tabique nasal, rama septal[1] o arteria del subtabique, que sigue por éste, hasta el vértice o lóbulo de la nariz. Cada una de las labiales está situada cerca del borde libre del labio, debajo del músculo orbicular de la boca.
- Rama nasal lateral o arteria del ala de la nariz.[1]
- Arteria angular.[1]

### Ramas en la Terminología Anatómica
La Terminología Anatómica recoge las siguientes ramas:
A12.2.05.021 Arteria palatina ascendente (arteria palatina ascendens).
A12.2.05.022 Rama tonsilar de la arteria facial (ramus tonsillaris arteriae facialis).
A12.2.05.023 Arteria submentoniana (arteria submentalis).
A12.2.05.024 Ramas glandulares de la arteria facial (rami glandulares arteriae facialis).
A12.2.05.025 Arteria labial inferior (arteria labialis inferior).
A12.2.05.026 Arteria labial superior (arteria labialis superior).
- A12.2.05.027 Rama del tabique nasal de la arteria labial superior (ramus septi nasi arteriae labialis superioris).

A12.2.05.028 Rama nasal lateral de la arteria facial (ramus lateralis nasi arteriae facialis).
A12.2.05.029 Arteria angular (arteria angularis).

## Distribución
Se distribuye hacia la cara, amígdala, paladar y glándula submandibular.

### Músculos
Entre los músculos irrigados por la arteria facial se encuentran:
- Músculo digástrico.
- Músculo buccinador.
- Músculo elevador del ángulo de la boca.
- Músculo elevador del labio superior.
- Músculo elevador del labio superior y del ala de la nariz.
- Músculo elevador del velo del paladar.
- Músculo masetero.
- Músculo mentoniano.
- Músculo milohioideo.
- Músculo nasal.
- Músculo palatogloso.
- Músculo palatofaríngeo.
- Músculo platisma.
- Músculo prócer.
- Músculo risorio.
- Músculo estilogloso.
- Porción transversa del músculo nasal.

## Imágenes adicionales

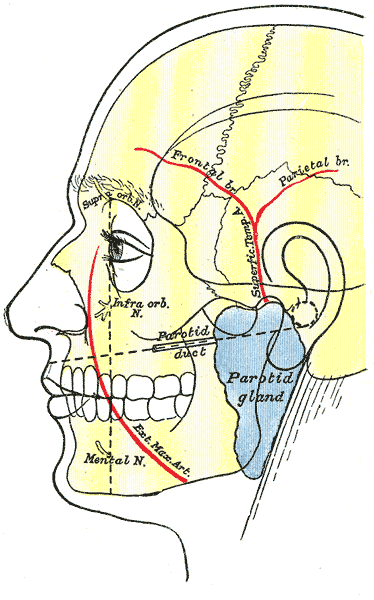
Esbozo del lateral de la cara, mostrando las principales marcas de superficie. Abajo y a la izquierda está señalada la arteria facial (Ext. Max. Art.)
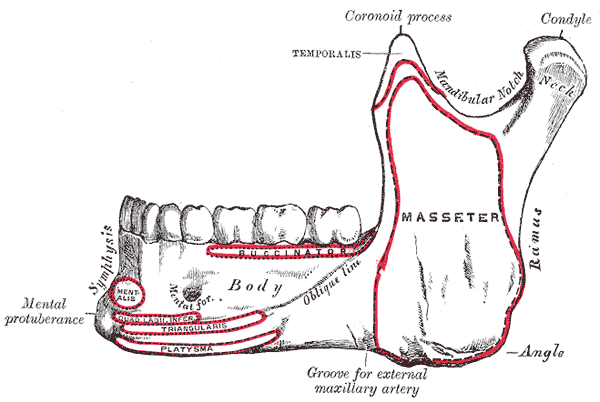
Mandíbula - superficie externa. Vista lateral.
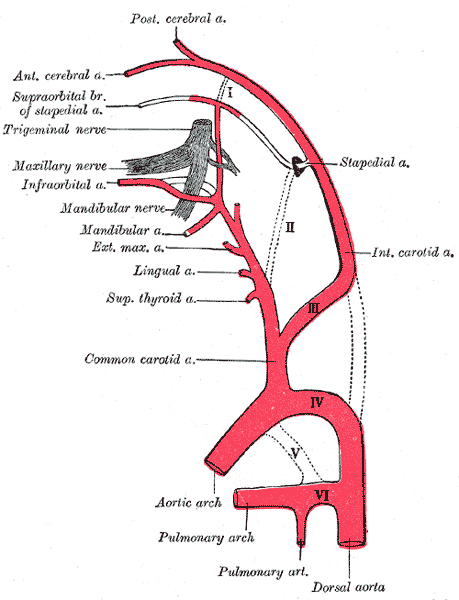
Diagrama mostrando los orígenes de las principales ramas de las arterias carótida común, carótida interna y carótida externa.
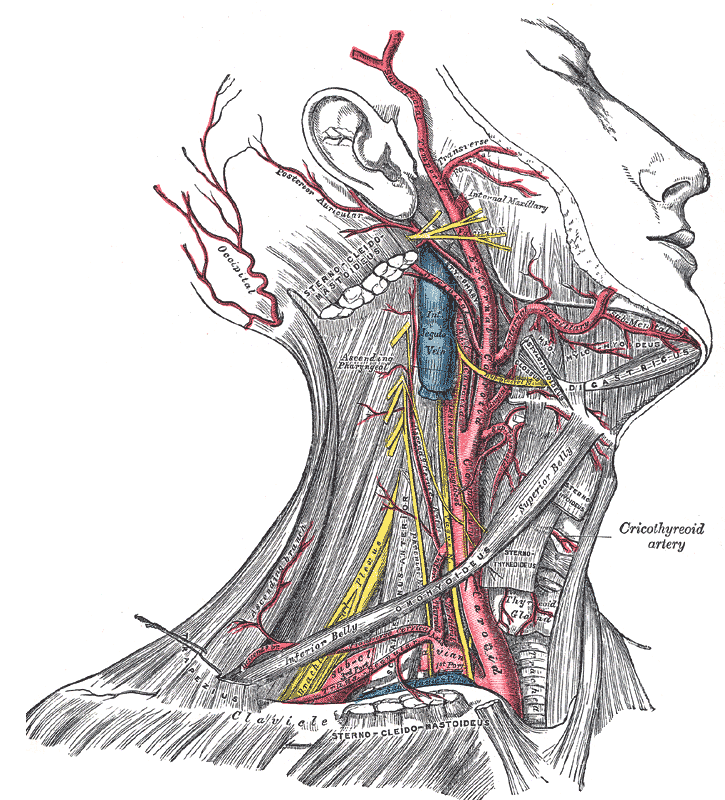
Disección superficial del lado derecho del cuello, mostrando las arterias carótidas y subclavia.
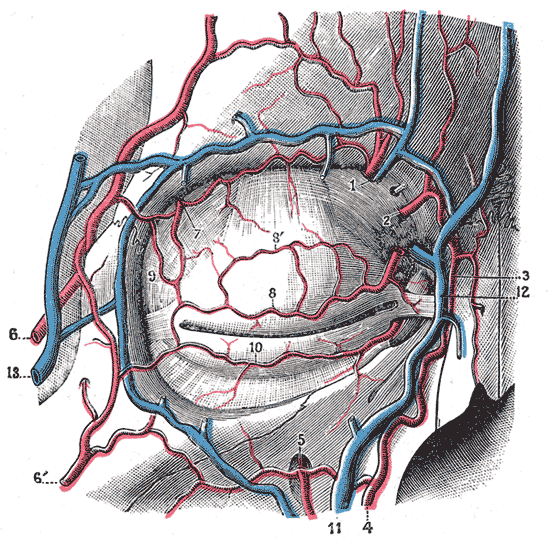
Vasos sanguíneos de los párpados, vista frontal.
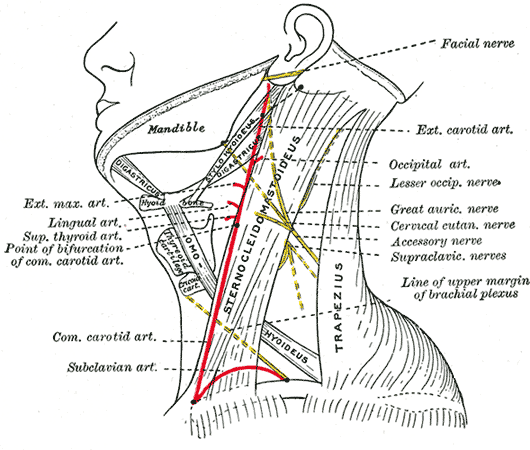
Lateral del cuello, mostrando las principales marcas de superficie.